# Páramo de Belmira
El páramo de Belmira-Santa Inés se encuentra localizado dentro del sistema de páramos y bosques altoandinos del noroccidente medio antioqueño, sobre la cordillera central, en el Departamento de Antioquia (Colombia), entre los 2.400 y los 3.350 m.s.n.m, y tiene un área de 34.358,74 hectáreas. En la zona del altiplano norte tiene jurisdicción sobre los municipios de Belmira y San José de la Montaña, Entrerríos, San Pedro de los Milagros y San Andrés de Cuerquia. Así como pequeñas áreas en las partes altas de los municipios de Sabanalarga, Liborina, Olaya, San Jerónimo y Sopetrán, hacia el costado occidental. 
Es un sistema que aún conserva importantes poblaciones vegetales y animales representativos de los ecosistemas de alta montaña y resulta estratégico por la oferta ambiental de agua que beneficia a aproximadamente 64.000 habitantes de las zonas rurales de once municipios, y 980.000 habitantes del área metropolitana del Valle de Aburrá.
El ecosistema dominante en el complejo del páramo de Belmira es el subpáramo, que corresponde a frailejones y pastizales intercalados con vegetación propia del bosque montano alto, esto debido a su rango altitudinal que va hasta los 3350 m s. n. m., lo cual lo convierte en una zona de interés ambiental muy relevante para el departamento de Antioquia. 
En este lugar nacen importantes corrientes hídricas cómo el río Chico y algunos tributarios de la quebrada Candelaria; ambos afluentes importantes del río Grande; por lo que la conservación de este lugar es estratégica para la estabilidad de esta cuenca.  
El páramo es un ecosistema de gran fragilidad y riqueza propio de las montañas andinas localizadas en la zona ecuatorial por encima de los 3000 m s. n. m. En latitudes alejadas del Ecuador a tal altura las montañas ya están cubiertas de nieve, y en África ecuatorial las alturas son muchísimo menores. Esto hace que más del 90% de los páramos del mundo estén en Colombia. El resto se los reparten Venezuela, Ecuador, Perú y Centroamérica. 
El mayor atractivo de los páramos es su vegetación especializada única en el mundo, su gran riqueza en especies vegetales rastreras, musgos y líquenes y el gran número de aves, insectos y ranas que lo habitan. Durante el recorrido de acceso al páramo se cruzan pisos térmicos suficientemente variados como para encontrar tres ecosistemas diferentes: El Bosque Montano Bajo, el Bosque Montano Alto o Bosque de Niebla y el Páramo. El primero se caracteriza por su gran cantidad de robles y especies arbóreas de talla mediana y grande. A medida que se asciende la vegetación se tornara más baja, predominando pequeños árboles y numerosos arbustos con una diversidad impresionante. Por el contrario en el páramo predominan las sabanas, la vegetación rastrera y los frailejones, especie que únicamente se da en estos pisos térmicos y que sólo florece una vez en el año. 
- Datos: Q3411479